# دييغو لوبيز (لاعب كرة قدم إسباني)
دييغو لوبيز (بالإسبانية: Diego López)‏ هو لاعب كرة قدم إسباني في مركز الوسط، ولد في 14 مارس 1974. لعب مع نادي إيركوليس.

## وصلات خارجية
- دييغو لوبيز على موقع قاعدة بيانات كرة القدم.إي يو (الإنجليزية)